# CS Sakiet Ezzit
Der Club Sportif de Sakkiet Ezzit (arabisch نادي ساقية الزيت, DMG Nādī Sāqiyat az-Zait) ist ein tunesischer Handballverein aus Sakiet Ezzit. Der Verein spielt in der ersten Liga und kann neben zwei nationalen Pokalsiegen auch zwei internationale Titel vorweisen.

## Geschichte
Der Verein wurde 1963 in der Stadt Sakkiet Ezzit gegründet, einer Vorstadt von Sfax. Zwar gibt es in der Region Sfax andere Handballklubs, jedoch konnte sich keiner dieser Vereine in der ersten Liga etablieren. Was unter anderem auch dem Umstand geschuldet ist, dass im Gegensatz zu den anderen finanzstarken Vereinen des tunesischen Fußballs der CS Sfax nie eine Handballabteilung aufstellte.
Heute gilt der Club Sportif de Sakiet Ezzit als Aushängeschild des Handballs im Gouvernement Sfax.
1979 beendete man die Zweitligasaison auf dem dritten Platz und stieg erstmals in die höchste Spielklasse des Landes auf. In der Saison 1979/1980 gelang nur ein Saisonsieg und das Team stieg als Letzter ab. Von diesem Abstieg konnte sich der Verein jahrzehntelang nicht erholen. Der nächste Aufstieg in die erste Liga gelang dann in der Saison 2012/13 und hielt als siebter Platz der Spielzeit 2013/14 die Klasse. Seitdem spielt der Verein in der ersten Liga und hat sich schnell als Team der oberen Tabellenhälfte etablieren können.
Die tunesische Liga gilt als eine der stärksten des afrikanischen Kontinents und der arabischen Welt, weswegen es nicht verwunderlich ist, dass CS Sakiet Ezzit trotz seiner guten Position in der nationalen Liga die ersten Titel der Vereinsgeschichte in internationalen Turnieren gewann. 2017 gewann man ein Double aus dem arabischen Pokal der Pokalsieger und der arabischen Champions League. Im Finale des Pokalsieger-Cups besiegte man den nationalen Konkurrenten AS Hammamet mit 20:18. Im Finale der arabischen Champions League bezwang man den katarischen Verein Al-Arabi SC mit 38:37. Im darauffolgenden Jahr nahm man als Sieger erneut am Turnier teil. In der arabischen CL wurde man Dritter, nachdem man den saudischen Klub al-Ahli im Platzierungsspiel schlug. Das Finale der arabischen CL verlor man gegen den inländischen Gegner Espérance.
National wurde man 2020 Vizemeister der Nationale A, nachdem das Meisterschaftsfinale gegen Espérance verloren ging. Im tunesischen Pokal stand der Verein dreimal im Finale – jeweils gegen Espérance. 2019 gelang ein 23:22-Sieg, in der darauffolgenden Austragung gewann man mit 30:29. Das Endspiel 2021 verlor man mit 27:23. Auch 2025 stand der Verein im Pokalfinale, unterlag dort jedoch erneut Espérance mit 28:21.

## Erfolge
| National | International |
| --- | --- |
| - Tunesische Meisterschaft - Vizemeister: 2020 - Tunesischer Pokal (2) - Pokalsieger: 2019, 2020 - Finalist: 2021, 2025 | - Arabische Champions League (1) - Sieger: 2017 - Finalist: 2018 - Arabischer Pokal der Pokalsieger (1) - Sieger: 2017 - Dritter: 2018 |